# 汤元炳
汤元炳（1909年—1995年），男，江苏南通人，中华人民共和国经济人物、政治人物，曾任中国民主建国会中央委员会副主席，第二、三、四、五届全国政协委员，第六、七届全国政协常委。